# Arrondissement Clermont
Clermont is een arrondissement van het Franse departement Oise in de regio Hauts-de-France. De onderprefectuur is Clermont.

## Kantons
Het arrondissement was tot 2014 samengesteld uit de volgende kantons:
- Kanton Breteuil
- Kanton Clermont
- Kanton Froissy
- Kanton Liancourt
- Kanton Maignelay-Montigny
- Kanton Mouy
- Kanton Saint-Just-en-Chaussée

Sinds de herindeling van de kantons in 2014, met uitwerking in 2015, zijn dat :
- Kanton Clermont
- Kanton Estrées-Saint-Denis (deel 33/71)
- Kanton Montataire (deel 1/15)
- Kanton Mouy (deel 14/35)
- Kanton Nogent-sur-Oise (deel 4/6)
- Kanton Pont-Sainte-Maxence (deel 10/23)
- Kanton Saint-Just-en-Chaussée (deel 64/84)